# Parti communiste des ouvriers de France
 (octobre 2016).
Le Parti communiste des ouvriers de France (abrégé en PCOF) est un parti politique français d'extrême gauche, qui se définit comme marxiste-léniniste et révolutionnaire. Il publie le mensuel La Forge et est un membre de la Conférence internationale des partis et organisations marxistes-léninistes (Unité et lutte).

## Positionnement
Le programme politique immédiat du PCOF défend l'idée que la gauche de « transformation sociale » en rupture avec le libéralisme doit s'unir pour construire un « Front populaire révolutionnaire » ; première étape nécessaire pour construire une « révolution socialiste ».
C'est en tout cas le sens que le PCOF a voulu donner à sa participation au Front de gauche entre octobre 2011 et mars 2016.

## Histoire
Issu du courant dit « pro-albanais », le PCOF est né le 18 mars 1979, date anniversaire de la Commune de Paris. Sa création résulte de plusieurs facteurs :
- Une divergence avec le PCF devenu selon le PCOF « révisionniste », « opportuniste » et « électoraliste ».
- La stagnation d'une première tentative de création d'un nouveau parti communiste : le PCMLF.
- La volonté de rompre avec le maoïsme du PCMLF, car le PCOF considère le maoïsme comme un « courant révisionniste ». Le Parti communiste chinois développe en effet les idées de la Théorie des trois mondes, qui apparaissent comme une trahison pour ces militants, qui se rangent derrière les positions d'Enver Hoxha.

Les militants du comité de Strasbourg du PCMLF, rompant avec leur parti en 1976, fondent donc autour de leur journal, l'Humanité Nouvelle d'Alsace, l'Organisation pour la Reconstruction du Parti communiste de France (ORPCF) afin de préparer la fondation du PCOF en 1979. Cet ORPCF est rejoint par plusieurs groupes de militants, notamment issus de l'explosion de l'Organisation Communiste Marxiste-Léniniste l’Éveil, et par des anciens de la Gauche prolétarienne rassemblé dans l'Organisation communiste prolétarienne.
Le PCOF participe officiellement au Front de gauche (membre admis) entre octobre 2011 et mars 2016.

## Coalitions politiques

### International
Le PCOF participe à la Conférence internationale des partis et organisations marxistes-léninistes (Unité et lutte) ; CIPOML (pro-albanaise et marxiste-léniniste).

### National
En 2005, le PCOF participe à la campagne unitaire du « Non » pour le référendum sur le TCE aux côtés des forces de gauche qui y étaient opposées. Le PCOF participe à la campagne unitaire via les Collectifs du 29 mai. Il participe à la rédaction de la Charte antilibérale élaborée par ces collectifs après la victoire du « Non ». Toutefois, la veille de l’élection présidentielle de 2007, la gauche anti-libérale se divise et cette première tentative d'union échoue.
En octobre 2009, le PCOF participe à un appel Allons ensemble aux régionales !, aux côtés de la Fédération pour une alternative sociale et écologique (FASE), de Gauche unitaire, des Alternatifs, du Nouveau Parti anticapitaliste (NPA), du Parti communiste français (PCF) et du Parti de gauche (PG). Il intègre ensuite plusieurs listes d'alliance constituées autour du Front de gauche aux élections régionales françaises de 2010.
En 2011, Le PCOF décide de devenir membre du Front de gauche. Le 3 octobre, sa candidature est acceptée et il devient membre à part entière du Front de gauche. Il soutient à ce titre la candidature de Jean-Luc Mélenchon à l'élection présidentielle française de 2012.
En 2013, le PCOF continue de militer aux côtés du Front de gauche là où il est présent. Mais le PCOF refuse de rentrer dans les débats sur les élections entre les forces du Front de gauche et préfère se concentrer sur une participation de terrain en faisant le lien avec les syndicalistes, les salariés en lutte et les milieux féministes, avec comme objectif affiché « d'enraciner le Front de Gauche dans les couches populaires ».
De plus, sa participation au Front de gauche ne l'empêche pas de défendre ses propres positions qui peuvent différer avec celles de ce dernier. Par exemple, pour la guerre du Mali, le PCOF affirme dès le début son opposition claire à l'intervention française. Le PCOF défendra ses positions avec l'édition d'un dossier spécial sur le sujet, la distribution de tracts et l'organisation de réunions publiques contre cette guerre avec d'autres forces de la gauche radicale comme le NPA. Ceci alors que les députés PCF du Front de gauche se sont seulement abstenus au Parlement sur le vote de la poursuite de l'intervention française au Mali.
En 2014, le PCOF participe aux élections municipales en soutenant des listes Front de gauche indépendantes du PS pour dénoncer la politique libérale d'austérité. Le PCOF présente aussi des candidats sur certaines de ces listes unitaires.
En 2015, le Front de gauche prend des tournures électorales que désapprouve le PCOF, reprochant les oppositions entre le Parti communiste français et le Parti de Gauche. Le PCOF prend systématiquement des positions différentes du Front de gauche à la suite des attentats successifs (Janvier 2015, Novembre 2015, Juillet 2016). Il prend à chaque fois des positions contre l'État d'urgence, contre les lois sécuritaires, contre l'Unité nationale, contre les interventions militaires de la France et contre le racisme.
En mars 2016 le PCOF rend public son départ du Front de gauche (première force à le quitter officiellement) après un bilan adopté à l'unanimité à son 8e Congrès. Dans son journal La Forge de mars 2016 le PCOF reproduit sa lettre de départ. Le PCOF rappelle que « Le Front de gauche n'a pas été qu'une alliance électorale, notamment durant la campagne des présidentielles et encore par la suite. Il a suscité une dynamique, une mobilisation politique de masse à chaque fois qu’il lançait des initiatives ». Cependant, le PCOF estime que désormais « Le FdG dans lequel nous nous sommes engagés n’existe plus. Le cadre qui nous est proposé aujourd’hui ne correspond pas aux exigences de l’heure [...] Pour nous, le FdG avait un rôle d’impulsion politique à assumer, en dehors des échéances électorales ».
En 2016, à la suite de son 8e congrès, le PCOF entend orienter son activité en priorité contre les réformes libérales et contre les interventions militaires de la France, notamment en contribuant activement au mouvement contre la loi travail. Les débats à gauche autour de l'élection présidentielle de 2017 sont jugés secondaires par le PCOF qui se prononce pour l'abstention et préfère participer aux mobilisations sociales.
En 2022, constatant que la « contestation s’étend à tout le système, y compris les institutions et les élections présidentielles », le PCOF souhaite accompagner ce mouvement contre le capitalisme et l'impéralisme, et appelle de nouveau à l'abstention.

## Publications
- Mensuel La Forge[22] avec plusieurs dossiers thématiques chaque année selon l'actualité[23].
- Contribution au bilan du socialisme en URSS, étude de la base économique et de la superstructure, mars 1996
- Étude sur la technique en système capitaliste, 1997
- Programme pour une alternative populaire et démocratique, d'unité contre les monopoles, de solidarité avec les peuples, décembre 2005
- Le néolibéralisme, de son rejet à la construction d'une alternative, décembre 2006
- Pour un Front Populaire Révolutionnaire, maintenant ![3], janvier 2011